# Arthromeris
Arthromeris es un género de helechos perteneciente a la familia  Polypodiaceae.Comprende 34 especies descritas y de estas, solo 18 aceptadas.

## Taxonomía
Arthromeris fue descrito por (T.Moore) J.Sm. y publicado en Historia Filicum 110. 1875.

## Especies aceptadas
A continuación se brinda un listado de las especies del género Arthromeris aceptadas hasta agosto de 2014, ordenadas alfabéticamente. Para cada una se indica el nombre binomial seguido del autor, abreviado según las convenciones y usos.		
- Arthromeris caudata Ching & Y.X. Ling
- Arthromeris cyrtomioides S.G. Lu & C.D. Xu
- Arthromeris elegans Ching
- Arthromeris himalayensis (Hook.) Ching
- Arthromeris intermedia Ching
- Arthromeris lehmannii (Mett.) Ching
- Arthromeris lungtauensis Ching
- Arthromeris mairei (Brause) Ching
- Arthromeris medogensis Ching & Y.X. Ling
- Arthromeris moulmeinensis (Bedd.) Fraser-Jenk.
- Arthromeris nigropaleacea S.G. Lu
- Arthromeris pinnata (Hayata) Ching
- Arthromeris salicifolia Ching & Y.X. Ling
- Arthromeris tatsienensis (Franch. & Bureau ex H. Christ) Ching
- Arthromeris tenuicauda (Hook.) Ching
- Arthromeris tomentosa W.M. Chu
- Arthromeris wallichiana (Spreng.) Ching
- Arthromeris wardii (C.B. Clarke) Ching